# スタレット (ミサイル巡洋艦)
| USS Sterett (DLG-31) | |
| 艦歴                 | |
| 発注:                | 1961年9月20日 |
| 起工:                | 1962年9月25日 |
| 進水:                | 1964年6月30日 |
| 就役:                | 1967年4月8日 |
| 退役:                | 1994年3月24日 |
| その後:              | |
| 除籍:                | 1994年3月24日 |
| 性能諸元             | |
| 排水量:              | 7,930トン |
| 全長:                | 547 feet |
| 全幅:                | 55 feet |
| 吃水:                | 28 feet 10 inches |
| 機関:                | ギヤード蒸気タービン2基2軸 4缶、85,000 shp                                                                                  |
| 最大速:              | 30ノット |
| 航続距離:            | |
| 兵員:                | 士官、兵員418名 |
| 兵装:                | 54口径5インチ砲1基 3インチ砲2基 テリア・ミサイルランチャー1基 15.5インチ魚雷発射管6基 ハープーン・ミサイル ファランクスCIWS |
| 航空機:              | |
| モットー:            | |

スタレット(USS Sterett, DLG/CG-31)は、アメリカ海軍のミサイル巡洋艦。ベルナップ級ミサイル巡洋艦の6番艦。艦名はアンドリュー・スタレットに因んで命名された。その名を持つ艦としては3隻目。

## 艦歴
スタレットは1961年9月20日にピュージェット・サウンド海軍工廠に建造発注され、1962年9月25日に起工する。1964年6月30日にフィリス・ニッツェ（海軍長官ポール・ニッツェ夫人）によって命名、進水し、1967年4月8日に就役した。
スタレットはベトナム戦争での戦功で9個の従軍星章を受章した。
スタレットは1991年に大規模なオーバーホールを行い、新たな対空戦闘システムが装備された。
27年に及ぶ現役活動の後、スタレットは1994年3月24日に退役し、同日除籍された。2005年7月29日、テキサス州ブラウンズヴィルのインターナショナル・シップブレーキング株式会社はスタレットの解体を行った。